# Nachrichten für Luftfahrer
Die Nachrichten für Luftfahrer (NfL) sind das Amtsblatt für die Luftfahrt in der Bundesrepublik Deutschland. Herausgeber ist die Deutsche Flugsicherung (DFS). Sie enthalten für Luftfahrer verbindliche Bekanntmachungen von Anordnungen sowie wichtige Informationen für die Luftfahrt. Die NfL erscheinen alle zwei Wochen als Papierversion, sind aber auch auf CD-ROM und seit April 2006 auch als Online-Version erhältlich. Der Vertrieb erfolgt ausschließlich über die DFS-Tochtergesellschaft Eisenschmidt GmbH.
Die Nachrichten für Luftfahrer sind nicht zu verwechseln mit den kurzfristig bekanntgegebenen NOTAMs (Notice to Airmen, dt. etwa „Nachrichten an Luftfahrer“).

## Geschichte
Die Nachrichten für Luftfahrer gehen auf die Nachrichten für Luftfahrer des Reichsverkehrsministerium (Reichsamt für Luft- und Kraftfahrwesen) zurück. Die erste Ausgabe mit Jahrgang 1 wurde am 8. Oktober 1920 publiziert und sollte dazu beitragen den „Verlust deutscher Erfahrungen und deutscher Leistungen auf dem Gebiete der Luftfahrt zu vermeiden.“. Die erste Ausgabe umfasste einen allgemeinen und einen technischen Teil. Im Ersten Jahr erschienen in unregelmäßigem Abstand 12 Ausgaben, im Folgejahr bereits 51.
Am 19. Dezember 2024 veröffentlichte FragDenStaat kostenlos alle Ausgaben der Nachrichten für Luftfahrer seit 1953 zusammen mit den Ausgaben des Verkehrsblatts und des Bundessteuerblatts.

## Abteilungen
Soweit diese für die Durchführung des Flugbetriebes von Bedeutung sind, werden sie in NfL 1 abgefasst. Die NfL 2 hingegen enthalten Informationen, die Luftfahrtgeräte und Luftfahrtpersonal betreffen und nicht in die NfL 1 einzuordnen sind.
Seit 2014 gilt die neue Schreibweise NfL 1 und NfL 2 anstelle von NfL I und NfL II.

### NfL 1
- Flugplätze
- Flugsicherung
- Flugwetterdienst
- Luftverkehrsvorschriften
- Flugsicherungsverfahren
- Luftraumstruktur
- Flugbeschränkungen
- Einflugbestimmungen
- Such- und Rettungsdienst

### NfL 2
- Musterzulassung
- Lufttüchtigkeit
- Luftfahrtpersonal
- Betrieb von Luftfahrzeugen
- Flugunfalluntersuchung
- Fliegertauglichkeit
- Luftfahrttechnische Betriebe